# Saab Barracuda AB
Saab Barracuda AB är ett svenskt företag inom militär maskeringsutrustning. Sedan 1999 ingår Barracuda i Saab-koncernen och ligger i Gamleby med 162 anställda där och ytterligare 70 i USA. Saab Barracuda är ett betydande företag inom sitt område med export till 58 länder där även dotterbolag sköter tillverkningen lokalt med USA och Indien som största kunder.
Barracuda har förutom uppdrag från Totalförsvarets forskningsinstitut och Försvarets materielverk även samarbetat med Ytkemiska Institutet för att med avancerade material och tekniker utveckla och tillverka skydd för upptäckt genom kamouflage, skenmål och signaturanpassning etc. Bland annat har företaget utvecklat tredimensionella ytstrukturer för att betraktningsvinkeln inte ska påverka kamouflaget och radarabsorberande väv för att minska värmeutstrålningen t.ex. från stridsvagnsmotorer. Sammantaget anses Barracuda vara världsledande på multispektralt skydd. Multispektralt kamouflage skyddar inte bara mot synligt ljus utan gör också föremål svårare att se med IR-sökare.
Omsättningen 2014 var 209 690 000 kronor och har varit stadigt uppåtgående med en tillväxt på 300 % senaste decenniet, mycket beroende på order från USA vars krigsmakt betecknar kamouflagenäten Barracuda levererar som "kritisk materiel".
VD för Saab Barracuda är Henning Robach (2019-ff).

## Historia
Företaget grundades 1957 av Carl Ekman i Bjärka-Säby, där de första kamouflagenäten av juteväv knutet på nylonnät tillverkades i ett svinstall. 1960 fick företaget sin första exportorder. Huvudkontoret fanns i Djursholm och har gett namn åt Barracudaviken.
Bolaget började med tillverkning av fiskenät som sedan lade grunden för satsningen på kamouflage. Barracudaverken AB grundades 1957.

### Barracudatält
Barracuda utvecklade på 1960-talet en teknik att bygga mobila hallar av belagd väv, så kallade barracudatält. Hallarna hölls uppe av ett inre övertryck. De var populära för bland annat tennisbanor och fotbollsplaner.